# Тибо Куртоа
Тибо Николас Марк Куртоа (фр. Thibaut Nicolas Marc Courtois; Бри, 11. мај 1992) јесте белгијски фудбалер који тренутно игра у шпанској Ла лиги за Реал Мадрид и репрезентацију Белгије на позицији голмана.

## Трофеји

### Генк
- Жупилер Про лига (1) : 2010/11.

### Атлетико Мадрид
- Ла лига (1) : 2013/14.
- Куп Краља (1) : 2012/13.
- Лига Европе (1) : 2011/12.
- УЕФА суперкуп (1) : 2012.
- УЕФА Лига шампиона: финалиста 2013/14.

### Челси
- Премијер лига (2) : 2014/15, 2016/17.
- ФА куп (1) : 2017/18.
- Лига куп (1) : 2014/15.

### Реал Мадрид
- Ла лига (3) : 2019/20, 2021/22, 2023/24.
- Куп Краља (1) : 2022/23.
- Суперкуп Шпаније (3) : 2019/20, 2021/22, 2023/24.
- УЕФА Лига шампиона (2) : 2021/22, 2023/24.
- УЕФА суперкуп (2) : 2022, 2024.
- Светско клупско првенство (1) : 2018.